# Óbecse község
Óbecse község (szerbül Општина Бечеј / Opština Bečej) egy vajdasági község a Dél-bácskai körzetben. A község központja Óbecse. Lakossága 2002-ben 40 987 fő volt.

## Földrajz
Bácska keleti részén, a Tisza jobb partján terül el 487 km²-en. Északon Ada község, északnyugaton Topolya község, nyugaton a kishegyesi és a szenttamási, délen a zsablyai, keleten pedig a törökbecsei község határolja.

## Települések
A község öt településből áll:
| Magyar név     | Szerb név (cirill) | Szerb név (latin)  |
| -------------- | ------------------ | ------------------ |
| Bácsföldvár    | Бачко Градиште     | Bačko Gradište     |
| Csikériapuszta | Радичевић          | Radičević          |
| Drea           | Милешево           | Mileševo           |
| Péterréve      | Бачко Петрово Село | Bačko Petrovo Selo |
| Óbecse         | Бечеј              | Bečej              |

A községben található még egy kis település is, Pecesor is, amely azonban nem önálló helység, hanem Óbecse része.
2002-ben Péterréve és Drea abszolút, Óbecse és Bácsföldvár relatív magyar többségű, míg Csikériapuszta túlnyomó szerb többségű volt.

## Etnikai összetétel
2002-ben:
- magyarok: 20 018 (48,84%)
- szerbek: 16 832 (41,07%)
- jugoszlávok: 1070 (2,61%)
- egyebek

2011-ben:
- magyarok: 17 309
- szerbek: 15 451
- cigányok: 842
- egyebek

2022-ben:
- összesen: 30 681
- magyarok: 12 482
- szerbek: 12 996

## Oktatás
A 2024/25-ös tanév általános iskolai statisztikája. 
| Iskola neve       | Település                  | Diákok száma | Magyarul tanul | %     |
| Zdravko Glozanski | Óbecse                     | 423          | 27             | 6,4%  |
| Zdravko Glozanski | Radicsevo - Csikériapuszta | 58           |                | 0,0%  |
| Samu Mihály       | Óbecse                     | 381          | 266            | 69,8% |
| Sever Dukic       | Óbecse                     | 471          | 93             | 19,7% |
| Petőfi Sándor     | Óbecse                     | 284          | 228            | 80,3% |
| Bratstvo          | Óbecse                     | 73           | 39             | 53,4% |
| Összesen          | Óbecse város               | 1690         | 653            | 38,6% |
| Samu Mihály       | Péterréve                  | 439          | 351            | 80,0% |
| Svetozar Markovic | Bácsföldvár                | 384          | 101            | 26,3% |
| Összesen          | Óbecse község              | 2513         | 1105           | 44,0% |